# FIFA 14
FIFA 14 là một trò chơi video mô phỏng bóng đá được phát triển bởi EA Canada và được xuất bản bởi Electronic Arts trên toàn thế giới dưới nhãn EA Sports. Nó được phát hành vào tháng 9 năm 2013 cho PlayStation 2, PlayStation 3, PlayStation Portable, PlayStation Vita, Xbox 360, Wii, Nintendo 3DS và Microsoft Windows. Trò chơi được phát hành dưới dạng miễn phí, với tựa đề FIFA 14 Mobile, dành cho iOS và Android vào ngày 23 tháng 9 năm 2013 và cho Windows Phone 8 vào ngày 28 tháng 2 năm 2014, mặc dù phần lớn trò chơi không thể truy cập được nếu không có thanh toán trong ứng dụng. Đây là tựa game khởi động cho PlayStation 4 và Xbox One vào tháng 11 năm 2013. Phiên bản PlayStation 2 chỉ được phát hành tại các vùng lãnh thổ PAL và các thị trường nói tiếng Tây Ban Nha. FIFA 14 cũng là trò chơi cuối cùng được phát hành cho hệ máy ở Châu Mĩ. Phiên bản PlayStation Portable chỉ được phát hành dưới dạng tải xuống kỹ thuật số ở Bắc Mĩ.
Trò chơi chủ yếu nhận được đánh giá tích cực trên tất cả các hệ thống.

## Tính năng

### Ignite Engine
Phiên bản PlayStation 4 và Xbox One của trò chơi có một game engine mới được gọi là Ignite. Điều này có những tiến bộ về cả đồ họa và lối chơi trên game engine trước đây được sử dụng bởi loạt trò chơi FIFA là engine Impact (được sử dụng cho các phiên bản trò chơi PlayStation 3, PC và Xbox 360). Các cải tiến bao gồm trí tuệ nhân tạo nâng cao để làm cho các cầu thủ phản ứng giống người thật hơn (chẳng hạn như trở nên lo lắng về cuối trận đấu khi đội của họ cần ghi bàn), "True Player Motion" để tạo ra chuyển động chân thực hơn từ cầu thủ và nâng cao tính hiện thực hơn đối với các đặc điểm môi trường chẳng hạn như thời tiết và khán giả, phản ứng với những gì đang diễn ra trên sân theo cách tương tự như một đám đông thực sự (chẳng hạn như than thở khi suýt bỏ lỡ). Ban đầu người ta nghĩ rằng phiên bản PC của trò chơi cũng sẽ có Ignite, nhưng vào tháng 5 năm 2013, EA Sports đã xác nhận điều này sẽ không xảy ra.

### Giấy phép
Trò chơi có 33 giải đấu được cấp phép đầy đủ, bao gồm hơn 600 câu lạc bộ với hơn 16.000 cầu thủ, cũng như 47 đội quốc tế được cấp phép đầy đủ và một đội huyền thoại. Lần đầu tiên có ba giải đấu hàng đầu ở Nam Mỹ: Giải bóng đá vô địch quốc gia Argentina, Primera División của Chile và Categoría Primera A của Colombia.

### Ultimate Team
FIFA Ultimate Team (FUT), đã được giới thiệu trong FIFA 09 trở lại trong FIFA 14. Chế độ này cho phép người chơi xây dựng đội của riêng họ từ các cầu thủ trong thế giới thực, sau đó họ có thể sử dụng để cạnh tranh trong cả các giải đấu trực tuyến và ngoại tuyến. FUT cũng cho phép một "trận đấu trực tuyến duy nhất", nơi người chơi có thể chơi một trận đấu duy nhất với một người chơi khác không góp mặt trong các giải đấu hoặc mùa giải.
Khi người chơi chơi cả trận đấu trực tuyến và ngoại tuyến, họ kiếm được tín dụng (dưới dạng coin) để chi tiêu vào việc cải thiện đội của mình. Mỗi trận đấu kiếm được một lượng tín dụng nhất định tùy thuộc vào đội thắng, thua hay hòa. Người chơi và các vật phẩm khác có được dưới dạng thẻ, có được thông qua mua gói hoặc mua trực tiếp từ người chơi khác thông qua tùy chọn chuyển nhượng. Có ba hạng thẻ khác nhau là đồng (bronze), bạc (silver) và vàng (gold), cho biết chất lượng của người chơi. Các gói cũng có màu đồng, bạc và vàng. Ngoài ra còn có các Gói đặc biệt, có các thẻ hiếm. Các gói có thể được mua bằng tiền xu kiếm được thông qua việc chơi các trận đấu FUT hoặc bằng điểm FIFA, vốn phải được mua bằng tiền thực.
Người chơi cũng có thể chỉnh sửa số áo thi đấu, vai trò cầu thủ và có thể thay đổi phong cách chơi của bất kỳ cầu thủ nhất định nào. Các mùa giải FUT đã được mở rộng từ năm hạng mục có sẵn trong FIFA 13 lên mười hạng mục trong FIFA 14. Phiên bản Xbox One và Xbox 360 của FIFA 14 có nội dung FUT độc quyền được gọi là "Legends". Khi mua Gói vàng, người chơi có thể ngẫu nhiên có được những cầu thủ nổi tiếng trong quá khứ, chẳng hạn như George Weah, Pelé, Ruud Gullit, Dennis Bergkamp, Patrick Vieira, Gary Lineker và Freddie Ljungberg.

### Sân vận động
Trò chơi có hơn 69 sân vận động, bao gồm 32 địa điểm trong thế giới thực. Những bổ sung mới cho FIFA 14 bao gồm La Bombonera (sân nhà của Boca Juniors), Goodison Park (sân nhà của Everton) và Donbass Arena (sân nhà của Shakhtar Donetsk). Sân Camp Nou (sân nhà của Barcelona), nơi mà đã bị loại khỏi FIFA 13 do vấn đề cấp phép, nay đã trở lại.

### Ăn mừng bàn thắng
Trò chơi có các màn ăn mừng bàn thắng mới từ một số cầu thủ bao gồm kiểu 'Calm down' của Cristiano Ronaldo, '11 of Hearts' của Gareth Bale, 'Point to the Sky' của Lionel Messi, cũng như 'Riding the Wave' của Daniel Sturridge.

## Phát hành
Bản demo của trò chơi đã được phát hành trên toàn thế giới vào ngày 10 tháng 9 năm 2013 trên PlayStation 3, Xbox 360 và Windows. Các đội được đưa vào bản demo là PSG, Barcelona, Manchester City, Tottenham Hotspur, A.C. Milan, Borussia Dortmund, New York Red Bulls và Boca Juniors.
Các phiên bản Wii, Nintendo 3DS, PlayStation 2, PlayStation Portable và PlayStation Vita có nhãn hiệu là FIFA 14: Legacy Edition và giữ lại các tính năng và lối chơi từ các bản phát hành tương ứng trước đó trong sê-ri FIFA, chỉ cập nhật bộ áo thi đấu, nhạc nền và các đội bóng của chúng. Phiên bản PlayStation 2 không được phát hành tại Hoa Kỳ và chỉ có sẵn ở México, Nam Mỹ, Châu Âu và Australasia.